# Sala Polivalentă din Craiova
Sala Polivalentă, situată pe Bulevardul Știrbei Vodă nr.32, este o arenă multifuncțională din municipiul Craiova, România. Este folosită ca bază locală pentru echipele masculine și feminine de baschet, handbal și volei ale clubului SCM Universitatea Craiova. Capacitatea sălii este de 4.215 locuri, din care 109 fotolii VIP.

## Istoric
Fosta sală a sporturilor din Craiova a ars într-un puternic incendiu, pe data de 19 noiembrie 1994. Din clădire a mai rămas scheletul de beton, și el serios afectat de flăcări. Investigațiile ulterioare au stabilit că focul a pornit de la joaca unor copii care locuiau în apropierea Complexului Sportiv Ion Oblemenco.
Direcția Județeană pentru Sport Dolj, proprietarul clădirii, a luat decizia construcției unei noi săli, cu o capacitate de peste 4.200 de locuri, față de cele 2.500 ale sălii vechi. În anii următori, după mai multe licitații, acordări de lucrări, rezilieri de contracte și acte adiționale, au fost cheltuiți circa 100 de miliarde de lei vechi fără ca lucrările să înainteze vizibil.
În anul 2004, printr-o hotărâre de guvern, sala polivalentă a trecut din patrimoniul Direcției Județene pentru Sport Dolj în proprietatea primăriei Craiova. Primarul de la acea vreme, Antonie Solomon, și-a asumat terminarea sălii, dar ritmul lucrărilor nu s-a schimbat semnificativ în primii ani.
În anul 2007, guvernul a acordat reconstrucția sălii Companiei Naționale de Investiții (CNI), care a preluat parțial finanțarea lucrării. CNI comandat o expertiză, care a stabilit că sala are nevoie de consolidări ample la fundații și la structura de beton, că trebuie extinse tribunele reproiectat acoperișul. Devizul lucrărilor a fost stabilit la 600 miliarde de lei vechi, finanțat după cum urmează: CNI - 425 de miliarde ROL, Primăria Craiova - 175 de miliarde ROL. CNI a organizat apoi o nouă licitație de lucrări, iar contractul de execuție a fost atribuit societății SC Concas SA din Buzău. Construcția a fost finalizată în noiembrie 2012 și inaugurată formal pe 10 noiembrie, printr-o gală de K-1.
Sala Polivalentă a fost transmisă ulterior, la inițiativa primarului Lia Olguța Vasilescu, în administrarea Regiei Autonome de Administrare a Domeniului Public și a Fondului Locativ (RAADPFL) Craiova.

## Facilități
Pe lângă terenurile artificiale omologate de handbal, volei și baschet, Sala Polivalentă este echipată cu 6 vestiare pentru sportivi și 3 vestiare pentru arbitri, două săli de recuperare dotate cu saună și jacuzzi, o sală de fitness și o sală de încălzire cu trei culoare de atletism.
Sala Polivalentă mai dispune de un cabinet medical și un centru anti-doping, un centru media pentru transmisii radio și TV, 25 de posturi de presă conectate la internet, dotate cu fax, prize TV și monitoare cu imagini în timp real din sala de competiții.
Există o sală special prevăzută pentru conferințe și interviuri, precum și o sală pentru federațiile sportive. Pe culoarele de acces spre tribunele spectatorilor sunt amplasate monitoare cu imagini în timp real din sala de competiții, iar coridoarele, vestiarele și birourile sunt deservite de un total de 135 de difuzoare. Instalația de sunet pentru întrecerile sportive a Sălii Polivalente este compusă din 18 boxe de 1.000 W fiecare.
Suprafața de joc a sălii de competiții din parchet.

## Evenimente artistice și sportive

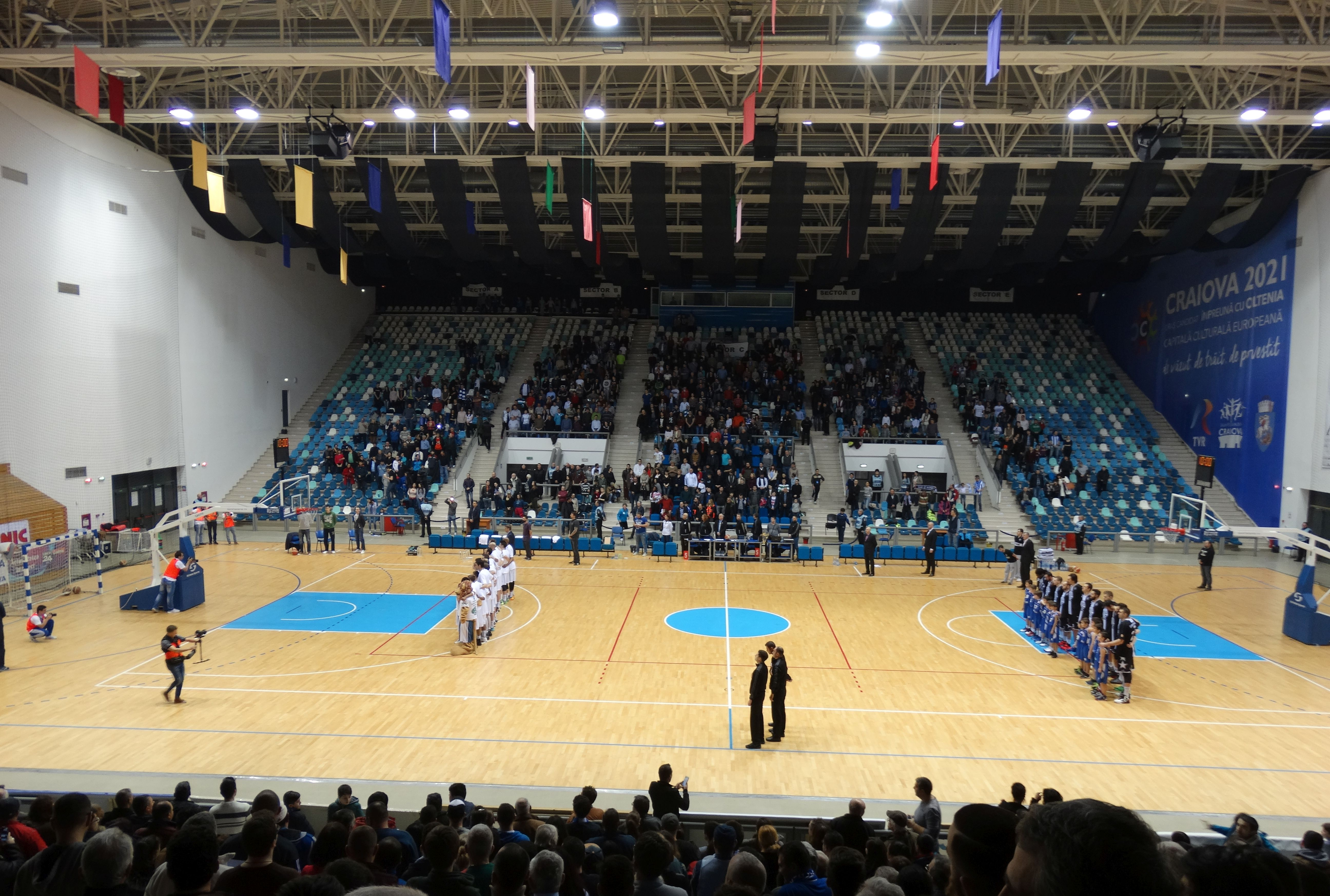
Sala de competiții în februarie 2016.

De la deschiderea ei, sala a găzduit spectacole ale unor artiști cunoscuți. Evenimente muzicale, sportive, economice sau de alte tipuri s-au desfășurat deja sau sunt prevăzute în calendarul Sălii Polivalente.

### 2013
- Trofeul Carpați - Ediția a 46-a – 22-24 martie 2013;
- Mozart Rocks (Orchestra Simfonică a Filarmonicii „Oltenia”, Paula Seling și Dan Helciug) – 1 noiembrie 2013;

### 2015
- Holograf – 25 octombrie 2015;
- Finala Selectia nationala martie 2015

### 2016
- Richard Clayderman – 8 martie 2016;
- Maria Ciobanu – 9 martie 2016;
- Horia Brenciu – 28 octombrie 2016;
- Ștefan Bănică – 18 noiembrie 2016;
- Disney in concert – 23 noiembrie 2016;
- The Dire Straits Experience – 7 decembrie 2016;
- Vienna Classic Christmas – 17 decembrie 2016;

### 2017
- Loredana – 1 martie 2017;
- Holograf – 29 martie 2017;
- Lara Fabian – 3 octombrie 2017;
- Trofeul Carpați - Ediția a 49-a – noiembrie 2017;